# ピッコロ
ピッコロはフルートの派生楽器であり、フルートと同じ指使いでちょうど1オクターヴ高い音が出る移高楽器である。

## 概要
構造はフルートとほぼ同じであるが、上述のように同じ指使いでちょうど1オクターヴ高い音を出せるよう、基本的にはフルートの長さを半分にしたような構造となっている。収納・運搬の際は歌口のある頭部管とキーのある胴部管とに分割することができ、頭部管を胴部管に差し込む長さによってピッチを調整する。
現代のベーム式フルートとは、次の点で異なっている。
- フルートは足部管を持ち、最低音は中央ハ（C4；C足部管の場合）であるが、ピッコロは通常足部管を欠いているので、最低音は中央ハから長9度上のニ音（D5）である[注釈 2]。
- フルートの胴部管は円筒管、すなわち内径が均一であるのに対し、ピッコロは現代の楽器にあっても古い構造を保持し、先の方が若干細くなる円錐管となっている。これによって高次倍音を得やすくしている。
- フルートの管体は洋銀、銀、金などの金属製が大半なのに対し、ピッコロでは金属性の音色が鋭すぎるという理由から、頭部管のみ金属製として胴部管は黒檀などの木材や合成樹脂を使用したり、頭部管・胴部管ともに木材や合成樹脂を使用することが多い。

かつてピッコロはDes（D♭）管なども作られていた。現在はほとんど用いられないが、まれにDes管ピッコロ用の楽譜は使用されることがある。
Eメカニズム
最高音域のEを出しやすくするもので、フルートのEメカと同様であるが、G-Aトリルができなくなるとして好まない奏者もいる。
Gisメカニズム
最高音域のGisを出しやすくするもので、第3オクターヴのGisの運指でGisレバーを押すと、サム・キー（左手親指で操作するキー）の開度が小さくなる。ただし、この機構は最高音のCにも影響するため調整には注意が必要である。
基本的な奏法がフルートと同じなので、オーケストラにおいてはフルート奏者が持ち替えで兼任することが多い。しかし、演奏・表現技術の高度化などにより、専任のピッコロ奏者をおくオーケストラも増えてきた。フルートに比べ、発音に速い息が必要であること、楽器が小さいため細かなアンブシュアのコントロールが求められるなどの違いがあり、特に高音域の弱音は演奏が難しい。また、足部管の有無の違いから、一部の音でフルートと異なる運指が必要となる場合もある。
独奏および室内楽ではあまり用いられず、主にオーケストラや吹奏楽で用いられる。オーケストラのスコアでは、最高音を出す楽器ということから木管楽器グループの一番上（フルートのさらに上）に記譜される場合と、フルートの派生楽器という見地からフルートの下、オーボエの上に記譜される場合とがある。
オーケストラの楽器では音域が最も高く、鋭い音色を持つため、フォルテッシモで演奏される金管楽器群の中にあってもはっきりと聞き取ることができる。楽曲のフィナーレなどの盛り上がりを際立たせる効果が大きく、装飾的なフレーズを単独で受け持つことも多い。しかし、音域が高いためピッチを揃えることが難しく、通常の管弦楽曲や吹奏楽曲では、特に意図がある場合を除き、複数本用いられることは少ない。

## ピッコロの使われる代表的な作品
- スーザ：行進曲「星条旗よ永遠なれ」
- ヴィヴァルディ：ピッコロ協奏曲ハ長調 P.78, RV.444、ハ長調 P.79, RV.443、イ短調 P.83, RV.445（3曲とも、本来はソプラニーノリコーダーのための協奏曲）
- ベートーヴェン
  - エグモント序曲 （2ndフルート奏者が最後の1分ほど持ち替え）
  - 交響曲第5番ハ短調「運命」（第4楽章；交響曲でピッコロが使われた最初期の例）、第6番ヘ長調「田園」（第4楽章）、第9番ニ短調「合唱付き」（第4楽章）
- チャイコフスキー
  - 交響曲第4番（第3楽章）
  - バレエ「くるみ割り人形」より「中国の踊り」
- ロッシーニ：オペラ『セビリアの理髪師』第2幕
- ヴェルディ：オペラ『リゴレット』第3幕
- ビゼー：カルメン第2組曲から「衛兵の交代」 （ピッコロの二重奏がある）
- エドヴァルド・グリーグ：ペール・ギュント第2組曲の「アラビアの踊り」（ピッコロの二重奏がある）
- ラヴェル：ボレロ（9回目の旋律で、ピッコロ（2管）がホルンの上にチェレスタとともに重ねられている）
- ヤナーチェク：青い少年たちの行進
- 廣瀬量平：ブルートレイン （2本のピッコロの差音により列車の轟音を表現していると言われる）
- ケテルビー：ペルシャの市場にて
- ショスタコーヴィチ : 交響曲第9番 （第1楽章）

## 主なメーカー
日本
- カワイ / Kawai Flutes / 株式会社河合楽器製作所
- サクライ / SAKURAI FLUTE / 桜井フルート製作所
- サンキョウ / SANKYO FLUTE / 三響フルート製作所
- タケザワ / TAKEZAWA / 竹澤ピッコロ
- パール / Pearl Flute / パール楽器製造株式会社
- ヤマダ / YAMADA / 山田フルート・ピッコロ工房
- ヤマハ / YAMAHA /ヤマハ株式会社
- ヨーゼフ / Josef / 美ら音工房 ヨーゼフ

アメリカ
- ゲマインハート / Gemeinhardt
- アームストロング / Armstrong
- A.セルマー / A.Selmer
- ロイ・シーマン / Roy Seaman
- マイルス・ゼントナー / Miles F.Zentner
- パウエル / VERNE Q.POWELL FLUTES
- バーカート / Burkart-Phelan Inc.
- ブランネン・ブラザース / Brannen Brothers - Flutemakers Inc.
- ヘインズ / THE HAYNES FLUTE / Wm.S.HAYNES Co.
- ワイズマン&マッケンナ / WEISSEMAN&McKENNA

イタリア
- カワイ・ブルゲローニ / KAWAI BULGHERONI

ドイツ
- ブラウン / Braun
- A.R.ハンミッヒ / August Richard Hammig
- H.ハンミッヒ / Helmuth Hammig
- P.ハンミッヒ / Philipp Hammig
- フォークト / Horst Voigt

フランス
- ローゼン/ROOZEN

台湾
- マックストーン / Maxtone